# ویچل لیندسی
نیکلاس ویچل لیندسی (انگلیسی: Nicholas Vachel Lindsay؛ ۱۰ نوامبر ۱۸۷۹ – ۵ دسامبر ۱۹۳۱) شاعر اهل ایالات متحده آمریکا بود. وی از نخستین شاعران گروه شیکاگو بود که اشعارش منتشر شد.
برخی از آثار وی عبارتند از:
- قافیه‌هایی برای مبادله با نان
- ژنرال ویلیام بوث وارد بهشت می‌شود
- کنگو
- بلبل چینی
- مجموعه اشعار
- راهی برای گفتار کردن ماهتاب
- عقابی که فراموش شده
- کتاب زرین سپرینگفیلد